# Detlef Schlayer

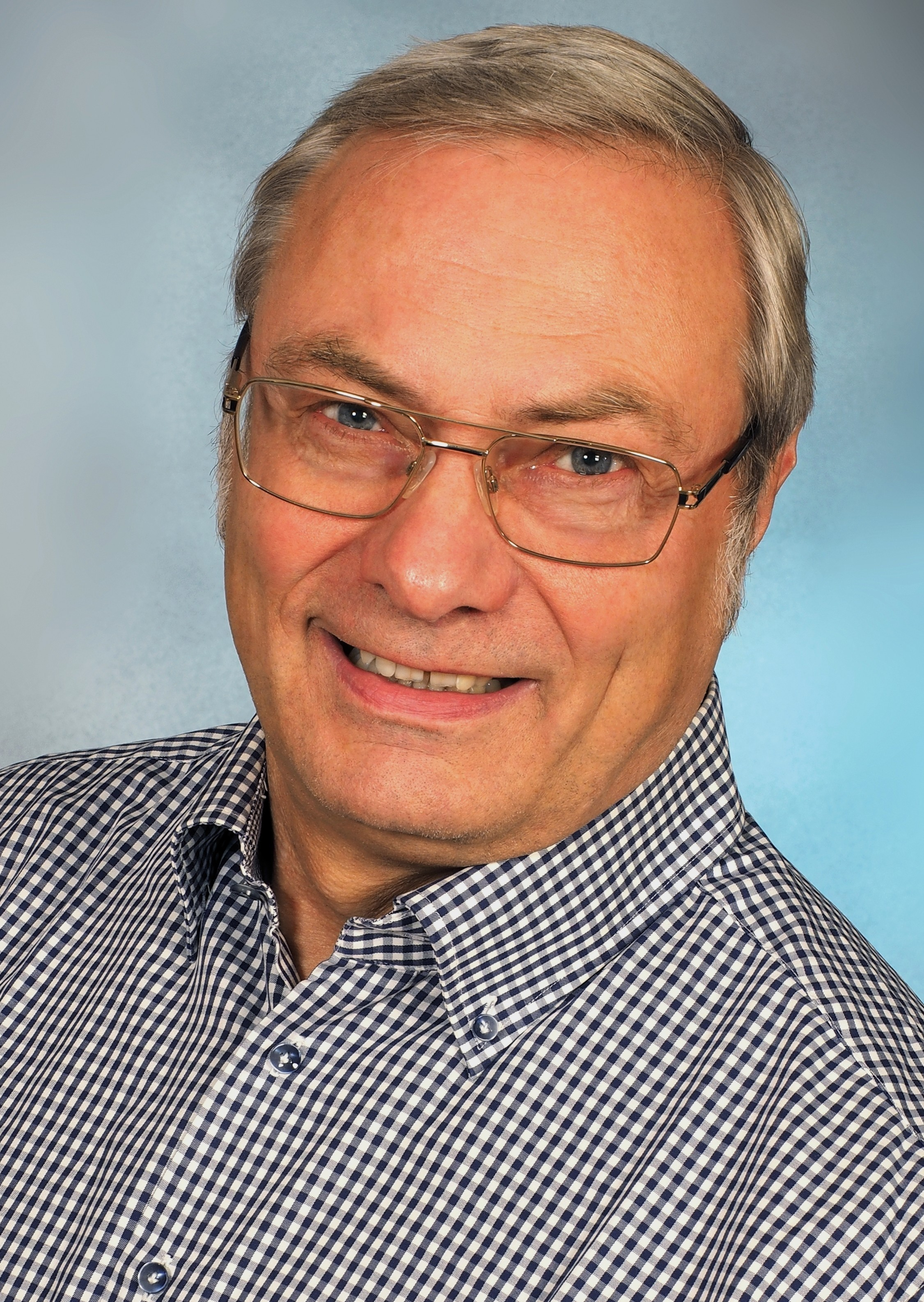
Detlef Schlayer (2021)

Detlef Schlayer (* 28. August 1955 in Schkeuditz) ist ein deutscher Ingenieur und Professor für Elektrotechnik und Theoretische Elektrotechnik. Seine besondere fachliche Kompetenz liegt auf dem Gebiet der Theorie Elektromagnetischer Felder und der Elektromagnetischen Verträglichkeit (EMV).
Von 2000 bis 2011 war er Prorektor für Lehre und Forschung an der Hochschule für Telekommunikation Leipzig, einer privaten Hochschule des Unternehmens Deutsche Telekom AG mit staatlicher Anerkennung durch den Freistaat Sachsen.

## Leben und Wirken
Detlef Schlayer wurde als zweiter Sohn des Fachschuldozenten Werner Schlayer und seiner Ehefrau Gertrud im sächsischen Schkeuditz bei Leipzig geboren. Von 1962 bis 1972 besuchte er die Friedrich-Schiller-Oberschule in Leipzig mit Abschluss der 10. Klasse. Anschließend erfolgte seine Berufsausbildung als Elektronikfacharbeiter mit Abitur im RFT Fernmeldewerk Leipzig bis 1975.
Im Jahr 1977 ging er zum Studium an die Technische Hochschule Leipzig (THL), Sektion Elektronergieanlgen (Direktoren: Friedrich-Wilhelm Kloeppel und danach Siegfried Altmann). Nach erfolgreicher Verteidigung seiner Diplomarbeit „Funktionsorientierte Untersuchungen zu Hochspannungs-Warngeräten einschließlich Zuverlässigkeitsbetrachtungen“ (Mentor: Siegfried Altmann) wurde ihm 1981 der akademische Grad Diplom-Ingenieur (Dipl.-Ing.) verliehen. Für seine hervorragenden Studienleistungen wurde er an der TH Leipzig als Beststudent ausgezeichnet.
Von 1981 bis 1984 absolvierte er ein Forschungsstudium an der TH Leipzig, Lehrstuhl Grundlagen der Elektrotechnik (Lehrstuhlinhaber: Siegfried Altmann) und setzte die mit der Diplomarbeit begonnenen Forschungsarbeiten fort. Die Ergebnisse fanden ihren Niederschlag in seiner Dissertation, die er im Jahre 1984 erfolgreich verteidigte. Ihm wurde der akademische Grad Doktor-Ingenieur (Dr.-Ing.) verliehen.
Mit seiner Diplomarbeit und seiner hierauf aufbauenden Dissertation leistete Detlef Schlayer Pionierarbeit auf dem Gebiet der „Entwicklung von Spannungswarngeräten für ortsveränderliche Arbeitsmaschinen“. Seine Dissertation war zugleich die Basis für eine erfolgreiche Fortsetzung der wissenschaftlichen Arbeiten auf diesem speziellen Gebiet an der TH Leipzig und an der HTWK Leipzig bis 1999.
Nach dem Promotionsabschluss war Detlef Schlayer bis 1985 wissenschaftlicher Assistent an der TH Leipzig am Lehrstuhl Grundlagen der Elektrotechnik. Seine akademischen Lehrer waren hier Siegfried Altmann, Friedrich-Wilhelm Kloeppel, Werner Richter, Werner Kriesel u. a. Während seiner Assistententätigkeit sammelte er wertvolle Erfahrungen auf dem Gebiet der Hochschullehre. Eigene pädagogische Erfahrungen erfuhr Detlef Schlayer durch den Wechsel an die Betriebsberufsschule des Drehmaschinenwerkes Leipzig von Februar bis August 1985.
Im September 1985 wechselte er an die Ingenieurschule für Post und Fernmeldewesen „Rosa Luxemburg“ der Deutschen Post in Leipzig und war bis 1991 als Fachschullehrer in den Lehrgebieten Grundlagen der Elektrotechnik, Elektronik und Übertragungstechnik tätig. In dieser Zeit absolvierte er ein postgraduales Studium an der Technischen Universität Dresden, Sektion Berufspädagogik und erwarb den Fachabschluss Fachschulpädagogik.
Im Rahmen der deutschen Wiedervereinigung wurde die Ingenieurschule für Post und Fernmeldewesen „Rosa Luxemburg“ in die Deutsche Bundespost Telekom überführt und zur Fachhochschule Leipzig (FHL) der Deutschen Telekom AG ausgebaut. Nach 1995 ging die FHL in die private Trägerschaft der Deutschen Telekom AG (DTAG) über und führt seit 2008 den Namen „Hochschule für Telekommunikation Leipzig (HfTL)“. Mit der Gründung der Fachhochschule Leipzig und deren staatliche Anerkennung im September 1991 erfolgte die Berufung von Detlef Schlayer zum Hochschullehrer für Elektrotechnik und Theoretische Elektrotechnik und im Jahre 1994 seine Ernennung zum Professor.

## Lehrtätigkeit

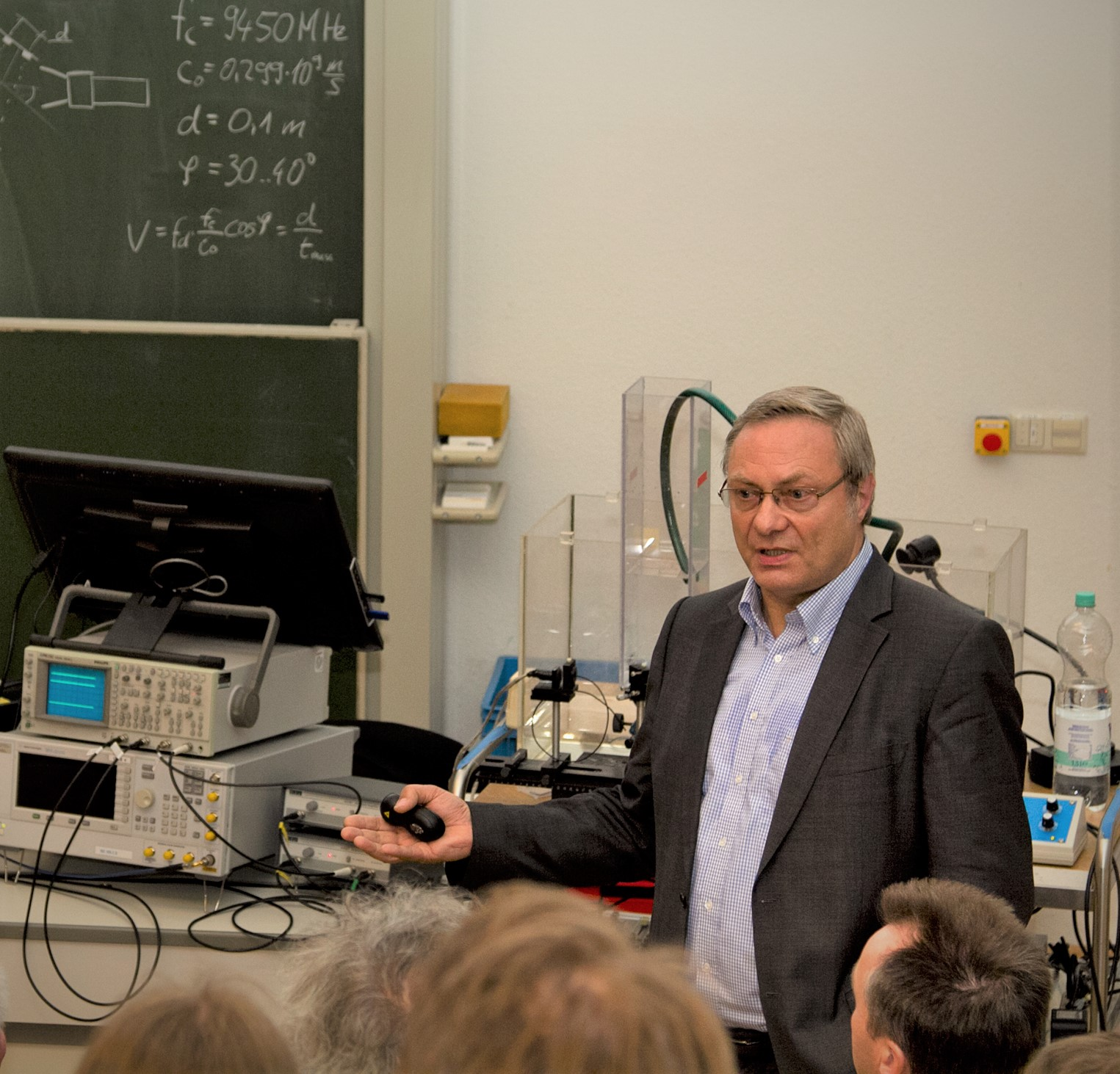
Detlef Schlayer bei einer Experimentalvorlesung (2010)

Mit Beginn des ersten Diplomstudiengangs Nachrichtentechnik an der Fachhochschule Leipzig lehrte Detlef Schlayer das Gebiet Grundlagen der Elektrotechnik und übernahm später die Vorlesung im Lehrgebiet Grundlagen der Hochfrequenztechnik. Parallel dazu entwickelte er die Vorlesungsreihe Theoretische Elektrotechnik für Fachhochschulen in enger Kooperation mit Professor Gerhard Thiem von der Hochschule Mittweida.
Ende der 1990er Jahre erstellte er eine Konzeption zur Einführung des Fachgebietes Elektromagnetische Verträglichkeit (EMV) an der Fachhochschule Leipzig, die mit Einführung einer solchen Lehrveranstaltung und dem Aufbau eines Laborbereiches praktisch umgesetzt wurde.
Mit dem Bolognaprozess zur Schaffung eines einheitlichen Europäischen Hochschulraumes wurde die endgültige Umstellung aller Studiengänge an der Fachhochschule Leipzig auf Bachelor- und Masterabschlüsse im Jahr 2005 vorgenommen. In den neuen Studienmodellen übernahm Detlef Schlayer die Lehrveranstaltungen Felder und Wellen sowie Grundlagen der Hochfrequenztechnik (Bachelorabschluss) und die Lehrveranstaltungen Feldtheorie und Elektromagnetische Verträglichkeit (Masterabschluss).
Die Tätigkeit der Hochschullehrer an der HfTL erfolgte in den drei Studienformen Direktstudium, duales Studium mit dem Unternehmen DTAG sowie Fernstudium (berufsbegleitendes Studium). Im Rahmen seiner Lehrtätigkeit war Detlef Schlayer in allen drei Studienformen tätig.

## Forschung und Entwicklung
Mit dem Aufbau des Laborbereiches Elektromagnetische Verträglichkeit (EMV) stand eine Schirmkabine für die Untersuchung von Störemissionen und -festigkeit im Frequenzbereich bis 20 GHz zur Verfügung. Mit diesen Voraussetzungen entstanden unter Leitung von Detlef Schlayer mehrere Forschungs- und Entwicklungsarbeiten auf dem Gebiet der Absorption und Schirmung von Materialien der EMV. Dabei ergab sich eine intensive Zusammenarbeit mit Ass.-Prof. (BG) Dr. Frank Gräbner von der Hörmann IMG GmbH in Nordhausen. Gräbner hatte an der TU Ilmenau promoviert und im Zeitraum von 2000 bis 2005 als Gastdozent vertretungsweise die EMV-Vorlesung an der Fachhochschule Leipzig gehalten und den laborpraktischen Bereich der EMV an der HfTL mit aufgebaut.
Mit Jahresbeginn 2004 entstand eine enge Zusammenarbeit mit der Industrie- und Handelskammer (IHK) zu Leipzig und Praxispartnern der Region Leipzig. Eingebettet in diese Veranstaltungsreihe wurden verschiedene anwendungsorientierte Projekte zur EMV realisiert. Über das Projekt „Optimierung eines Dünnfilm-Absorbers für die Anwendung in RFID Systemen“ entstand auch eine Patentschrift „Absorber für elektromagnetische Wellen“.
Aus der erfolgreichen Arbeit mit den Praxispartnern sowie der Erkenntnis, dass die Thematik Elektromagnetische Verträglichkeit und CE-Kennzeichnung elektrotechnischer und elektronischer Geräte immer stärker in die kleinen und mittelständischen Unternehmen (KMU) einzubinden ist, entwickelte Detlef Schlayer die Initiative, ein EMV-Zentrum in Leipzig zu gründen. Diese Gründung erfolgte unter dem Dach des Forschungs- und Transferzentrums an der Hochschule für Technik, Wirtschaft und Kultur (FTZ e.V.) auf der Grundlage einer Kooperationsvereinbarung zwischen der Hochschule für Telekommunikation Leipzig (HfTL) und der Hochschule für Technik, Wirtschaft und Kultur Leipzig (HTWK).

## Tätigkeit als Prorektor
Detlef Schlayer war von März 2000 bis Februar 2011 an der Hochschule für Telekommunikation als Prorektor für Lehre und Forschung tätig, und er wurde in der Amtszeit der drei Rektoren Volkmar Brückner (1998-2007), Michael Meßollen (2007-2010) und Volker Saupe (2010-2018) immer wieder in seinem Amt bestätigt. Schlayer hatte maßgeblichen Anteil an der Profilierung der Hochschule von der Fachhochschule Leipzig zu einer Hochschule für Telekommunikation auf dem Gebiet der Informations- und Kommunikationstechnik (IKT).
In seiner Amtszeit wurden die Studiengänge Informations- und Kommunikationstechnik, Telekommunikationsinformatik und Wirtschaftsinformatik eingeführt und auf die neuen Bologna-konformen Studienabschlüsse Bachelor und Master umgestellt. Diese wurden an der Hochschule für Telekommunikation in den Studienformen Präsenzstudium, Duales (kooperatives) Studium und berufsbegleitendes Studium entwickelt und angeboten.
Für eine erfolgreiche Umstellung des gesamten Studienprofils auf Bachelor- und Masterabschlüsse gab Detlef Schlayer den Anstoß für eine verstärkte Ausprägung der Kernkompetenzen der Fachhochschule Leipzig und den Aufbau einer internen Organisationsstruktur für Forschungs- und Entwicklungsarbeiten in Kompetenzbereichen der Hochschule. Diese Initiative mündete 2007 in der Bildung von hochschulinternen Instituten zur Profilierung der Hochschule in Lehre, Forschung und Weiterbildung. Dieser Prozess wurde begleitet von jährlich stattfindenden Fachtagen (Science Days) mit Vertretern aus nationalen und internationalen Unternehmens- und Hochschulbereichen des Nachrichten- und IT-Sektors.

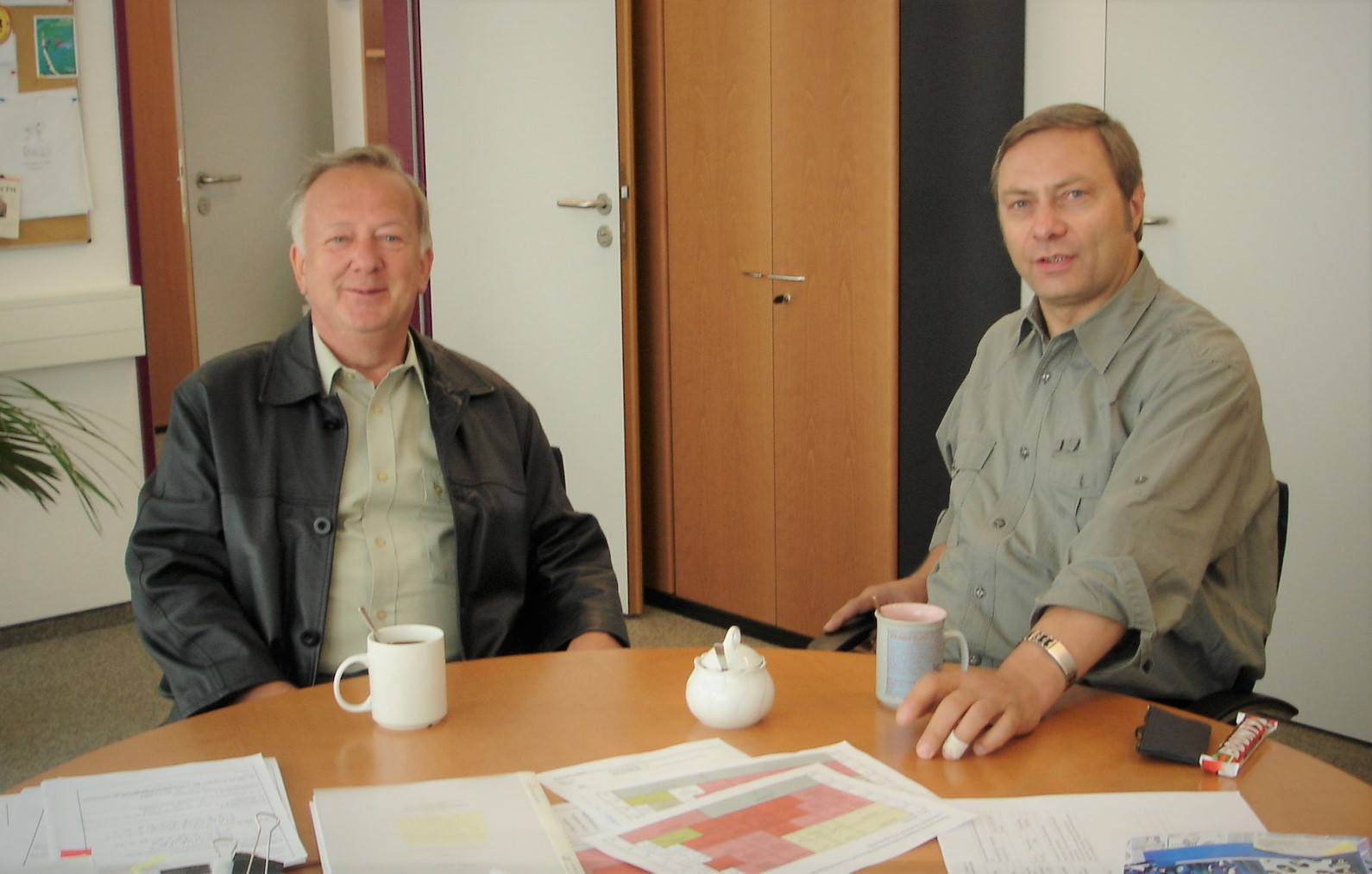
Detlef Schlayer (re) und Siegfried Altmann im Gespräch zum FTZ sowie zur 4. Auflage des gemeinsamen Buches (2005)

Mit der Etablierung des Studienangebotes der privaten Hochschule für Telekommunikation in Trägerschaft der Deutschen Telekom AG auf dem Gebiet der Informationstechnik und Kommunikationstechnik erfolgte ab dem Jahr 2008 der intensivere Ausbau der Kooperationsbeziehungen zwischen der HfTL und der HTWK, Fachbereich Elektrotechnik und Informationssysteme. Auf Anregung des Prorektors Detlef Schlayer wurde der Austausch des Wahlpflichtangebotes und die gegenseitige Anerkennung der Studienleistungen beider Institutionen mit dem damaligen Dekan der Fakultät Elektrotechnik und Informationssysteme Markus Krabbes vereinbart (Kooperationsvertrag über gemeinsame Forschung am FTZ der HTWK).
Mit Erreichen seines 60. Lebensjahres beendete Schlayer sein Arbeitsverhältnis an der Hochschule für Telekommunikation Leipzig. In den Jahren danach war er mit folgenden Aufgaben befasst:
- Vorlesungen zur „Theoretischen Elektrotechnik“ an der Hochschule Mittweida als Gastdozent im Masterstudiengang,
- Mitarbeit im Projekt „RWTec-Match“ zur Entwicklung und Realisierung eines anwendungsorientierten Radiowellen-Anpassnetzwerkes. Die Zielstellung des Projektes bestand in der dielektrischen Erwärmung von elektrisch nichtleitenden Materialien in den unterschiedlichsten Industrieapplikationen[11]

Er ist seit 1977 mit Birgit Schlayer verheiratet, das Ehepaar hat zwei erwachsene Söhne.

## Mitgliedschaften und Auszeichnungen (Auswahl)
- Mitglied im VDE Leipzig-Halle, VDE Bezirksverein des Verbandes der Ingenieure der Elektrotechnik Elektronik Informationstechnik
- IfKom e.V. Verband der Ingenieure für Telekommunikation
- seit 2015 Mitglied im Forschungs- und Transferzentrum Leipzig e.V. an der Hochschule für Technik, Wirtschaft und Kultur Leipzig
- seit 2014 Mitglied im Wissenschaftlichen Beirat des Forschungsnetzwerkes RWTec am Helmholtz-Zentrum für Umweltforschung Leipzig
- 1981 Beststudent an der TH Leipzig
- 1984 Orden Banner der Arbeit (im Kollektiv).

## Ausgewählte Veröffentlichungen
- Funktionsorientiete Untersuchungen zur Entwicklung eines Spannungswarngerätes. ELEKTRIE, Berlin 36 (1982), H. 1, S. 46.
- Auswertung funktionsorientierter Untersuchungen für die Entwicklung eines Spannungswarngerätes. ELEKTRIE, Berlin 36 (1982), H. 6, S. 300–302.
- Beitrag zur Entwicklung von Spannungswarngeräten. Dissertation, TH Leipzig, Fakultät für Technische Wissenschaften, Leipzig 1984 (Gutachter: Siegfried Altmann, TH Leipzig; Edgar Balcke, IHS Mittweida und Heinz Hänisch, IPH Berlin).
- Altmann, S.; Schlayer, D.: Spannungswarngeräte für ortsveränderliche freizügige Arbeitsmaschinen mit beweglichen Auslegern. 2. Kolloquium der Sektion über die Verhütung von Arbeitsunfällen und Berufskrankheiten (VSS), Mai 1985 in Bonn-Honnef/Sieg, Berichtsband, S. 85–94.
- Altmann, S. und Schlayer, D.: Lehr-und Übungsbuch Elektrotechnik.  Fachbuchverlag, Leipzig; Köln 1995, ISBN 978-3-343-00869-8.
- Altmann, S. und Schlayer, D.: Lehr-und Übungsbuch Elektrotechnik – mit 7 Tabellen, 186 Beispielen und Lösungen. Fachbuchverlag Leipzig im Carl-Hanser-Verlag, München; Wien 2001, 2., bearbeitete Auflage, ISBN 978-3-446-21509-2.
- Schlayer, D.: Elektromagnetische Verträglichkeit. Hrsg.: Deutsche Telekom FH Leipzig, 2002; Lehrbrief.
- Altmann, S. und Schlayer, D.: Lehr-und Übungsbuch Elektrotechnik – mit 6 Tabellen, 189 Beispielen und Lösungen. Fachbuchverlag Leipzig im Carl-Hanser-Verlag, München; Wien 2003, 3., bearbeitete Auflage, ISBN 978-3-446-22683-8.
- Schlayer, D.: Felder und Wellen, Teil 1. Hrsg.: Deutsche Telekom FH Leipzig, 2005; Lehrbrief.
- Schlayer, D.: Felder und Wellen, Teil 2.  Hrsg.: Deutsche Telekom FH Leipzig, 2005; Lehrbrief.
- Altmann, S. und Schlayer, D.: Lehr- und Übungsbuch Elektrotechnik – mit 6 Tabellen, 180 Beispielen und Lösungen. Fachbuchverlag Leipzig im Carl-Hanser-Verlag, München 2008, 4., aktualisierte Auflage, ISBN 978-3-446-41426-6.